# Indicator variegatus
Indicator variegatus е вид птица от семейство Indicatoridae.

## Разпространение
Видът е разпространен в Ангола, Бурунди, Етиопия, Замбия, Зимбабве, Демократична република Конго, Кения, Малави, Мозамбик, Руанда, Сомалия, Судан, Свазиленд, Танзания, Уганда, Южна Африка и Южен Судан.